# André Nascimento
André Luiz da Silva Nascimento, född 4 mars 1979 i São João de Meriti, är en brasiliansk volleybollspelare. Nascimento blev olympisk guldmedaljör i volleyboll vid sommarspelen 2004 i Aten.